# Lispe atrifrontata
Lispe atrifrontata este o specie de muște din genul Lispe, familia Muscidae. A fost descrisă pentru prima dată de Malloch în anul 1922. Conform Catalogue of Life specia Lispe atrifrontata nu are subspecii cunoscute.